# Colladonus arctostaphyli
Colladonus arctostaphyli är en insektsart som beskrevs av Downes 1952. Colladonus arctostaphyli ingår i släktet Colladonus och familjen dvärgstritar. Inga underarter finns listade i Catalogue of Life.